# Napijmy się oleju
Napijmy się oleju – EPka zespołu Kury, wydana w 2000 roku przez Biodro Records. Tytuł płyty ma (według Tymańskiego) pochodzić ze snu Piotra Pawlaka, który miał śnić „iż w środku nocy pędzi przez ciemne mieszkanie, by otworzyć lodówkę i z błogością na twarzy wychylić butelkę oleju”. Nagrane utwory znalazły się na ścieżce dźwiękowej gry Rezerwowe psy.

## Spis utworów
źródło:.
1. „O Trójkątach” – 3:10
2. „Dożynki” – 3:48
3. „O Trójkątach (remiks)” – 4:05
4. „Dożynki (remiks)” – 5:38
5. „O Trójkątach (radio version)” – 3:07
6. „Dożynki” (teledysk)

## Twórcy
źródło:.
Zespół Kury w składzie:
- Jacek Olter – perkusja
- Piotr Pawlak – gitara basowa, remiksy (jako DJ Stuligrosz)
- Ryszard Tymon Tymański – głos, gitara